# Ga Tín Nghĩa An Hòa
Ga Tín Nghĩa An Hòa là một ga tàu điện ngầm trên tuyến Đỏ nằm bên dưới số 4 đường Tín Nghĩa tại giao lộ của đường Tín Nghĩa và đường An Hòa thuộc Đại An, Đài Bắc, Đài Loan. Nhà ga mở cửa vào ngày 24 tháng 11 năm 2013.

## Lịch sử
Ban đầu, nhà ga được đặt tên là "Ga đường An Hòa". Công trình bắt đầu khởi công vào tháng 7 năm 2005. Vào ngày 22 tháng 7 năm 2011, công bố đổi tên nhà ga thành Ga Tín Nghĩa An Hòa để diễn tả chi tiết vị trí của nhà ga.
Nhà ga dài 210 m (690 ft) và rộng 30 m (98 ft). Độ sâu khoảng 22 m (72 ft). Nó bao gồm 5 lối vào, hai thang máy cho người khuyết tật và hai trụ thông khí.

## Chuyến tàu đầu tiên và cuối cùng
Thông tin như bên dưới:
| Điểm đến                   | Chuyến đầu tiên | Chuyến đầu tiên  | Chuyến cuối cùng |
| -------------------------- | --------------- | ---------------- | ---------------- |
| Điểm đến                   | Thứ 2 − Thứ 6   | Thứ 7 - Chủ nhật | Mỗi ngày         |
| - Tuyến Đạm Thủy-Tín Nghĩa |                 |                  |                  |
| R28 Đạm Thủy               | 06:04           | 06:04            | 00:04            |
| R02 Núi Tượng              | 06:02           | 06:02            | 00:54            |

| Ga trước                             | Tập tin:Taipei Metro Logo(Logo Only).svg Hệ thống đường sắt đô thị Đài Bắc | Tập tin:Taipei Metro Logo(Logo Only).svg Hệ thống đường sắt đô thị Đài Bắc | Tập tin:Taipei Metro Logo(Logo Only).svg Hệ thống đường sắt đô thị Đài Bắc | Ga sau                                                      |
| ------------------------------------ | -------------------------------------------------------------------------- | -------------------------------------------------------------------------- | -------------------------------------------------------------------------- | ----------------------------------------------------------- |
| Đại Anhướng đi Đạm Thủy hoặc Bắc Đầu |                                                                            | Tuyến Đạm Thủy-Tín Nghĩa                                                   |                                                                            | Đài Bắc 101–Trung tâm Thương mại Thế giớihướng đi núi Tượng |